# Dennis Danry
Dennis Danry (født 5. december 1978) er en dansk tidligere fodboldspiller, hvis primære position på banen var i forsvaret og sekundært som midtbanespiller. 

## Klubkarriere
Han debuterede for Fremad Amager den 24. august 2003 mod AC Horsens og har spillet i klubben i to omgange.
Dennis Danry kom første til Fremad Amager i august 2003. Han skiftede oprindeligt til SønderjyskE (med virkning fra 1. juli 2005) på en 3-årig kontrakt, men fik sin kontrakt annulleret den 27. juni 2006 efter kun et år grundet hjemve og vendte tilbage til Fremad Amager.